# Je partirai
Albums de Gilbert Bécaud
Bécaud l'Olympia - Spectacle bleu, spectacle rouge Suite
(2005)
Je partirai, aussi nommé Le Nouvel Album ou plus simplement Gilbert Bécaud, est un album studio posthume de Gilbert Bécaud sorti en 2002. Il comprend trois inédits, un duo et des extraits de la comédie musicale Madame Roza.

## Je partirai
1. Je partirai (Louis Amade/Gilbert Bécaud) [4 min 03 s]
2. Le Cap de Bonne-Espérance (Claude Lemesle/Gilbert Bécaud) [3 min 34 s][1]
3. On marche (Christophe Bardy, Gilbert Bécaud/Gilbert Bécaud) [3 min 45 s][1]
4. Le Train d'amour (duo avec Serge Lama) (Serge Lama/Gilbert Bécaud) [4 min 30 s]
5. Viens dans la lumière (Pierre Delanoë/Gilbert Bécaud) [3 min 07 s]
6. La Mort du loup (Claude Lemesle/Gilbert Bécaud) [3 min 53 s][1]
7. L'Aventure (Maurice Vidalin/Gilbert Bécaud) [3 min 14 s]
8. Au bout de la route (Michael Kunze, Claude Lemesle/Gilbert Bécaud) [4 min 08 s]
9. Le Pommier à pommes (Pierre Delanoë/Gilbert Bécaud) [3 min 46 s]
10. Au revoir (adieu l'ami) (Maurice Vidalin/Gilbert Bécaud) [2 min 56 s]
11. Bravo (par Annie Cordy) (Julian More, Claude Lemesle/Gilbert Bécaud) [5 min 30 s][2]
12. Faut vivre un peu (par Annie Cordy) (Julian More, Claude Lemesle/Gilbert Bécaud) [4 min 51 s][2]
13. Viens nous aider (Louis Amade/Gilbert Bécaud) [6 min 30 s]

## Musiciens
- Tony Bonfils (basse)
- Bruno Caviglia (guitare)
- Marc Chantereau (percussions)
- Laurent Faucheux (batterie)
- Basil Leroux (guitare)
- Dominique Perrier (claviers)
- Léonardo Raponi (basse)
- Hugo Ripoll (guitare)
- Franck Sitbon (claviers)
- Raymond Bernard (piano sur Le Train d'amour)
- Serge Roux (sax solo sur Le Train d'amour)
- Jean-Yves Lozac'h (pedal-steel guitare  sur Le Cap de Bonne Espérance)

- The Hearts of Soul (chœurs Viens nous aider)

(Chris Henry, Henri Dorina, Mike Robinson, Yvonne Jones, Joniece Jamison, Théo Allen)

## Crédits
- Réalisation, mixage : Gaya Bécaud (Studio Guillaume Tell à Suresnes)
- Orchestrations : Roger Loubet, Dominique Perrier, Théo Allen
- On marche : Leonardo Raponi (L. Sound Studios New York)
- Mastering : Raphaël - Yves Delauney Dyam
- Assistante de production : Jennifer Bécaud
- Logistique production : Evelyne Pasquet (EMI France)
- Éditions : 
  - Les Nouvelles Éditions Rideau Rouge - Alain Ricou
  - BMG publishing France : Stéphane Berlow - Monique Scherrer
- Pochette : Gaya Bécaud - Marc Charriot